# Bernie Sanders
Bernard „Bernie” Sanders (n. 8 septembrie 1941, New York City, New York, SUA) este un politician democrat american, senator junior din Vermont, ales la 7 noiembrie 2007. Alături de Joe Lieberman (în trecut senator democrat) a fost un timp unul din cei doi senatori independenți ai celui de-al 112-lea Congres al Statelor Unite. Din noiembrie 2015 este membru al Partidului Democrat
Înainte de a deveni senator, Sanders a reprezentat timp de 16 ani statul Vermont în Camera Reprezentanților a Statelor Unite ale Americii și a fost primar al orașului Burlington, Vermont.
După ce a aderat în 2015 la Partidul Democrat, Sanders a anunțat la 29 aprilie 2015 candidatura sa la alegerile preeliminare ale acestui partid pentru   alegerile prezidențiale din 2016. Sanders, devenind, în cadrul partidului,  principalul concurent al lui Hillary Clinton.
Sanders se auto-caracterizează ca socialist democrat (Neomarxist), și apreciază democrațiile socialiste din Europa. El este singura persoană în Senat care se identifică drept socialist.
Sanders s-a născut în anul 1941 ca al doilea fiu al unei familii de evrei din Brooklyn. Tatăl său, Elias Sander (sau poate, Elias Gutman Sander) a emigrat în S.U.A. din comuna Słopnice, districtul Limanowsk din Polonia mică, unde, ulterior, marea majoritate a familiei a pierit omorâtă în Holocaustul evreilor din Polonia.Mama sa, Dorothy născută Glassberg, era fiica unor imigranți evrei veniți din Polonia Congresului, din Imperiul Rus.
Fratele său mai mare, Lawrence Larry Sanders, s-a stabilit în Anglia, unde a intrat și el în politică, ca om de stânga, mai întâi în cadrul Partidului laburist, apoi ca unul din conducătorii Partidului Verde.  
Sanders a învățat la o școala elementară din Brooklyn, apoi la liceul James Madison, distingându-se în copilărie ca jucător de baschet. În timpul liber a frecventat lecții de iudaism și în 1954 a celebrat ceremonia de confirmare iudaică, Bar Mitzvá, la o sinagogă ortodoxă. 
Când a avut 18 ani i-a murit mama, care avea numai 46 ani. Tatăl său a murit trei ani mai târziu, la 57 ani.
În 1959 Sander a studiat vreme de un an psihologia la Colegiul Brooklyn al Universității City din New York, apoi s-a mutat la Universitatea Chicago unde a studiat sociologia, istoria și psihologia. Adesea a preferat să citească însă, din proprie initiațivă, scrierile lui Thomas Jefferson, Abraham Lincoln, Karl Marx, Friedrich Engels, Lev Troțki, Eugene Debs și Sigmund Freud. Atras de ideile socialiste, el a devenit activ în Liga Socialistă a Tineretului, organizația de tineret a Partidului Socialist din Statele Unite, Congresul pentru Egalitate Rasială, Comitetul Studențesc de Coordonare Nonviolentă, fiind printre organizatorii în 1962 ai unei greve a șederii  contra segregației rasiale în căminele studențești.În 1963 a luat parte la un marș la Washington pentru Muncă și Libertate. Sanders și-a finanțat studiile, muncind, și cu ajutorul unor stipendii și împrumuturi. În 1964 a terminat licența BA în științe politice.
În acelaș an el s-a însurat la Baltimore cu prima sa soție, Deborah Shiling, pe care a cunoscut-o în timpul studenției.
În 1964 la invitatia mișcării socialiste sioniste de tineret Hashomer Hatzair, Sanders a petrecut împreună cu soția, șase luni, ca voluntar, în kibuțul Shaar Haamakim lângă Kiriat Tivon, în zona Haifa din nordul Israelului. Kibuțul, a cărui ideologie economică l-a atras, fusese întemeiat în anul 1935 de  imigranți evrei din Iugoslavia și România.